# Astronesthes martensii
Astronesthes martensii är en fiskart som beskrevs av Klunzinger, 1871. Astronesthes martensii ingår i släktet Astronesthes och familjen Stomiidae. Inga underarter finns listade.

## Bildgalleri

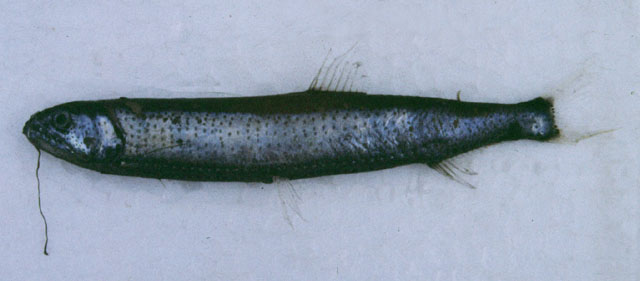